# 미나브

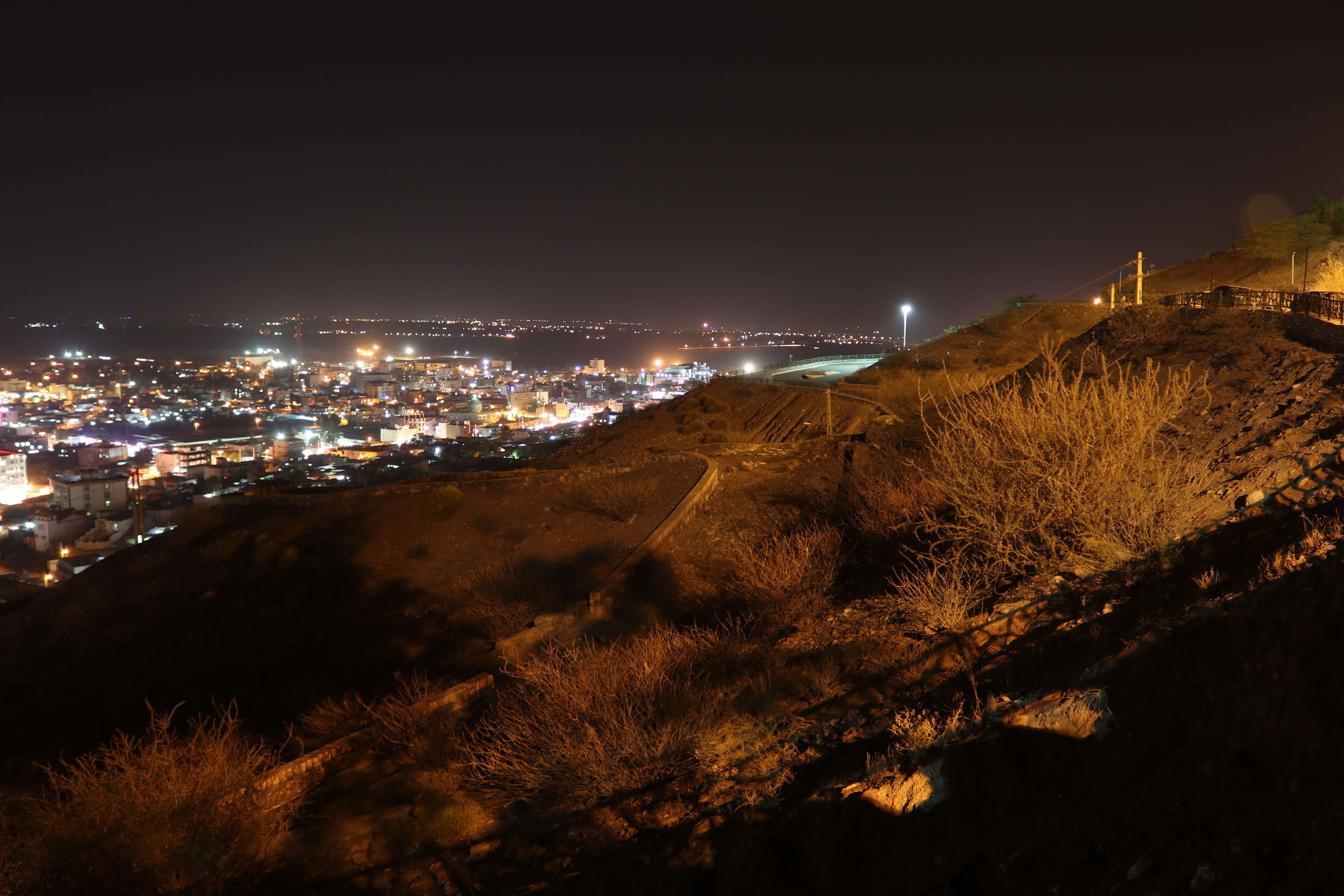

미나브(페르시아어: ميناب, Minab)는 이란 호르모즈간주의 도시이다. 인구는 2006년 조사 당시 7만6천776명.